# ノガレード
ノガレード（イタリア語: Nogaredo）は、イタリア共和国トレンティーノ＝アルト・アディジェ州トレント自治県にある、人口約2,100人の基礎自治体（コムーネ）。

## 地理

### 位置・広がり
トレント自治県南部、ヴァッラガリーナに位置するコムーネ。ロヴェレートから北北西へ3km、県都トレントから南南西へ19kmの距離にある。

#### 隣接コムーネ
隣接するコムーネは以下の通り。
- イゼーラ
- ロヴェレート
- ヴィッラ・ラガリーナ

## 行政

### 分離集落
ノガレードには、以下の分離集落（フラツィオーネ）がある。
- Brancolino, Molini, Noarna, Santa Lucia, Sasso

### Comunita di valle
トレント自治県が設置した広域行政組織 Comunita di valle 「ヴァッラガリーナ」 (it:Comunita della Vallagarina)  （事務所所在地: ロヴェレート）に属する。